# Sphaerites
Sphaerites es un género de Coleoptera (escarabajo), es el único género de la familia Sphaeritidae. Está muy relacionado con Histeridae aunque con algunas características distintas. Existen 5 especies conocidas, ampliamente distribuidas en zonas templadas aunque no fáciles de observar.
Los ejemplares adultos miden entre 4.5 a 7 mm de largo, su cuerpo es ovalado, de color negro aunque con un ténue brillo azul verdoso.
Se conoce muy poco sobre su ciclo de vida,  se los suele encontrar en zonas de materia en descomposición y hongos. S. glabratus se encuentra asociados a bosques de coníferas en el norte de Europa, y parece estar muy atraído por la savia que fluye de los árboles, con la cual se alimenta y luego copula.

## Especies
Estas 4 especies pertenecen al género Sphaerites:
- Sphaerites dimidiatus Jurecek, 1934 i c g
- Sphaerites glabratus (Fabricius, 1792) i c g
- Sphaerites nitidus Löbl, 1996 i c g
- Sphaerites opacus Löbl & Háva, 2002
- Sphaerites politus Mannerheim, 1846 i c g b

Fuentes de datos: i = ITIS, c = Catalogue of Life, g = GBIF, b = Bugguide.net